# واسپ-۹۶
واسپ-۹۶ (انگلیسی: WASP-96) ستاره‌ای از نوع G8 است که در فاصلهٔ تقریباً ۱۱۵۰ سال نوری از زمین در صورت فلکی سیمرغ قرار دارد.
این ستاره میزبان دست کم یک سیاره فراخورشیدی به نام واسپ-۹۶بی است. در سال ۲۰۱۳ توسط واسپ با استفاده از روش ترانزیت کشف شد.. در ژوئیه ۲۰۲۲، ناسا اعلام کرد که طیفی از این سیاره در انتشار اولیه علمی از تلسکوپ فضایی جیمز وب نشان داده خواهد شد..